# Antaea bombycoides
Antaea bombycoides är en fjärilsart som beskrevs av Walker 1858. Antaea bombycoides ingår i släktet Antaea och familjen tandspinnare. Inga underarter finns listade i Catalogue of Life.